# Nemmers-Preis für Mathematik
Der Frederic-Esser-Nemmers-Preis für Mathematik ist eine zweijährlich von der privaten Northwestern University in Evanston (Illinois) vergebene Auszeichnung für Arbeiten von „bleibender herausragender Bedeutung“ auf dem Gebiet der Mathematik.
Zusammen mit den anderen Nemmers-Preisen wurde er durch die Brüder Erwin E. und Frederic E. Nemmers gestiftet und mit einem Stiftungsvermögen von 14 Millionen US$ ausgestattet. Der größere Teil der Erträge soll der Vermehrung des Stiftungsvermögens dienen, um in Zukunft Preise auf weiteren Fachgebieten vergeben zu können.
2006 waren die vergebenen Preise mit 150.000 US$ dotiert, wodurch der Nemmers-Preis für Mathematik der höchstdotierte Mathematikpreis in den USA ist. 2022 betrug die Dotierung 200.000 US$.

## Preisträger
- 1994 Yuri Manin
- 1996 Joseph B. Keller
- 1998 John Horton Conway
- 2000 Edward Witten
- 2002 Jakow Grigorjewitsch Sinai
- 2004 Michail Leonidowitsch Gromow
- 2006 Robert Langlands
- 2008 Simon Donaldson
- 2010 Terence Tao
- 2012 Ingrid Daubechies
- 2014 Michael J. Hopkins
- 2016 János Kollár
- 2018 Assaf Naor
- 2020 Nalini Anantharaman
- 2022 Bhargav Bhatt
- 2024 Luigi Ambrosio